# Bei meiner Seele
Bei meiner Seele ist das fünfte Studioalbum des deutschen Pop- und Soulsängers Xavier Naidoo aus dem Jahr 2013. Es erschien am 31. Mai 2013 und erreichte Platz 1 der deutschen und der österreichischen Albumcharts.
Als erste Single war vorab der Titeltrack Bei meiner Seele ausgekoppelt worden. Für das Album coverte er den Titel Junge der Band Die Ärzte.

## Titelliste
| #   | Titel                                | Länge |
| --- | ------------------------------------ | ----- |
| 1.  | Bei meiner Seele (DJ Release Remix)  | 3:42  |
| 2.  | Höchste Zeit                         | 2:58  |
| 3.  | Junge                                | 3:33  |
| 4.  | Autonarr                             | 3:07  |
| 5.  | Hört, Hört                           | 3:33  |
| 6.  | Der letzte Blick                     | 3:47  |
| 7.  | Das Aufgebot                         | 4:46  |
| 8.  | Phrasen für Dich                     | 2:21  |
| 9.  | So schön wie früher                  | 4:42  |
| 10. | Stiller (Teilhaber)                  | 3:49  |
| 11. | Woran kann ich den Menschen erkennen | 4:04  |
| 12. | Deine Last (feat. Moses Pelham)      | 5:09  |
| 13. | Bei meiner Seele                     | 4:50  |

## Rezeption

### Rezensionen
- David Hilzendegen von laut.de hält das Album für „schlichtweg peinlich“, und meint, dass „die Platte stark an der Grenze zur Unverschämtheit“ kratzt.[1]
- Georg Howahl von der WAZ bewertet das Album als „schleimig und schwer“.[2]
- Für Kevin Holtmann von plattentests.de ist das Album „Ausdruck tief empfundenen Nächstenhasses“. Er empfindet es „nicht einmal als Persiflage“.[3]
- Holger Muster von Popshot ist dagegen davon überzeugt, dass der Sänger in gewohnter Art und Weise alles bietet, was von ihm erwartet werden kann: „Liebe, Schmerz und kritische Töne über einen Klangteppich, der geschmeidig ins Ohr geht.“[4]

### Charts und Chartplatzierungen
Bei meiner Seele erreichte in Deutschland die Chartspitze der Albumcharts und platzierte sich eine Woche an ebendieser sowie 13 Wochen in den Top 10 und 36 Wochen in den Charts. Darüber hinaus erreichte das Album ebenfalls die Chartspitze der deutschen Independentcharts. In Österreich erreichte das Album ebenfalls die Chartspitze und platzierte sich dort eine Woche sowie acht Wochen in den Top 10 und 27 Wochen in den Charts. In der Schweizer Hitparade erreichte das Album mit Rang drei seine höchste Chartnotierung und platzierte sich fünf Wochen in den Top 10 sowie 21 Wochen in den Charts. 2013 platzierte sich Bei meiner Seele auf Rang 17 der deutschen Album-Jahrescharts sowie auf Rang zwei der deutschen Independent-Jahrescharts. In den österreichischen Jahrescharts belegte das Album Rang 29 und in der Schweiz Rang 56.
Für Naidoo ist dies der zwölfte Charterfolg in den österreichischen Albumcharts sowie der elfte in Deutschland und der zehnte in der Schweiz. In Deutschland ist es sein zehnter Top-10-Erfolg sowie der neunte in Österreich und der siebte in der Schweiz. In Deutschland erreichte Naidoo hiermit zum achten Mal die Chartspitze der Albumcharts sowie zum vierten Mal in Österreich.
| ChartsChartplatzierungen | Höchstplatzierung | Wochen |
| ------------------------ | ----------------- | ------ |
| Deutschland (GfK)        | 1 (36 Wo.)        | 36     |
| Österreich (Ö3)          | 1 (27 Wo.)        | 27     |
| Schweiz (IFPI)           | 3 (21 Wo.)        | 21     |

| ChartsJahrescharts (2013) | Platzierung |
| ------------------------- | ----------- |
| Deutschland (GfK)         | 17          |
| Österreich (Ö3)           | 29          |
| Schweiz (IFPI)            | 56          |

### Auszeichnungen für Musikverkäufe
| Land/Region        | Auszeichnungen für Musikverkäufe (Land/Region, Auszeichnung, Verkäufe) | Verkäufe |
| ------------------ | ---------------------------------------------------------------------- | -------- |
| Deutschland (BVMI) | Platin                                                                 | 200.000  |
| Österreich (IFPI)  | Gold                                                                   | 7.500    |
| Insgesamt          | 1× Gold · 1× Platin ·                                                  | 207.500  |